# Nagy Béla (állatorvos)
Nagy Béla (Debrecen, 1941. július 15. –) Széchenyi-díjas magyar állatorvos, mikrobiológus, a Magyar Tudományos Akadémia rendes tagja. Kutatási területe az újszülött és növendék állatok fertőző jellegű enterális megbetegedései, illetve az Escherichia coli (E. coli) baktériumokkal kapcsolatos járványtani és állatvédelmi kérdései. 1994 és 2000 között az MTA Állatorvos-tudományi Kutatóintézet igazgatója.

## Életpályája
1960-ban kezdte meg felsőfokú tanulmányait az Állatorvostudományi Főiskolán (1962 után Állatorvostudományi Egyetem), ahol 1965-ben szerzett állatorvosi diplomát. Ennek megszerzése után a Monori Állami Gazdaságban helyezkedett el gyakornokként, majd 1966-tól a Miskolci Állategészségügyi Intézet, 1967-től az egyetem állathigiéniai tanszékének volt munkatársa. 1971-ben a Szombathelyi Állategészségügyi Intézet igazgatójává nevezték ki. Itt nyolc évet töltött, majd az Országos Állategészségügyi Intézet helyettes igazgatója lett. 1987–1989-ben az Állategészségügyi Élelmiszer-ellenőrző Szolgálat tudományos főmunkatársa volt. A rendszerváltás idején (1989–1991) az Állatorvostudományi Egyetem Központi Laboratóriumához került, tudományos főmunkatársi beosztásban. 1991-től az MTA Állatorvos-tudományi Kutatóintézetében dolgozik, 1994-ig igazgatóhelyettesként, 2000-ig az intézet igazgatójaként. Ekkor kutatóprofesszori kinevezést kapott, valamint az enteriális mikrobiológia csoport témavezetője. 1996-ban habilitált, egy évvel később egyetemi magántanári megbízást kapott. Magyarországi állásai mellett 1974–1976-ban, illetve 1989–1990-ben az Iowai Egyetemen volt tanulmányúton.
1978-ban védte meg az állatorvos-tudomány kandidátusi, 1993-ban akadémiai doktori értekezését. Az MTA Állatorvos-tudományi Bizottságának lett 1983-ban tagja, 1999-ben a bizottság alelnöki tisztével bízták meg. Emellett az Állatkísérleti Bizottságba is bekerült. 1994-ben a Magyar Tudományos Akadémia közgyűlésének doktori képviselője lett. 1998-ban megválasztották az akadémia levelező, 2004-ben pedig rendes tagjává. Akadémiai tisztségei mellett 1979 és 2000 között a Magyar Mikrobiológiai Társaság vezetőségi tagja, 1993 és 1997 között a Magyar Országos Állatorvos Egyesület elnökségi tagja volt. Ezenkívül több nemzetközi mikrobiológiai egyesület tagja. Az Acta Veterinaria Hungarica és a Research in Veterinary Science című tudományos szakfolyóiratok szerkesztőbizottságának tagja.

## Munkássága
Fő kutatási területe az újszülött és növendék állatok fertőző jellegű enterális megbetegedései, illetve az Escherichia coli (E. coli) baktériumokkal kapcsolatos járványtani és állatvédelmi kérdései.
Az E. coli baktériumokkal kapcsolatban a fiatal állatokban okozott hasmenés elleni védekezés módszereivel, a kifejlesztendő vakcinákkal foglalkozik. Hasonló kutatásokat végez a rotavírussal kapcsolatban is. Nevéhez fűződik az E. coli baktériumok két új adhéziós, ún. virulenciafaktorának felfedezése és meghatározása. Ezeket a nemzetközi rendszertan átvette. Jelentősek fejlesztései a diagnosztikában, illetve az oltóanyag-termelésben. Ehhez kapcsolódóan több szabadalmat és újítást jegyeztetett be. Foglalkozik még ezenkívül a szalmonellózisokkal és a cryptosporidiosis (bakteriális betegség) kérdéskörével is. Eredményeit elsősorban bakteriológiai és úgynevezett ultrastrukturális alapkutatásokkal érte el.
Több mint százötven tudományos közlemény szerzője vagy társszerzője, ebből számos könyvfejezet és konferenciacikk. Munkáit elsősorban magyar és angol nyelven adja közre.

## Díjai, elismerései
- Manninger-emlékérem (1994)
- Csontos-emlékérem (2004)
- Magyar Köztársasági Érdemrend lovagkeresztje (2007)
- Széchenyi-díj (2009)
- Ipolyi Arnold-díj (2011)

## Főbb publikációi
- Colonization of porcine small intestine by Escherichia coli (több részes publikációsorozat, társszerzőkkel, 1976–1977)
- Occurence of K99 antigen on Escherichia coli isolated from pigs and colonization of pig ileum by K99+ enterotoxigenic E. coli from calves and pigs (társszerzőkkel, 1977)
- Immunization of suckling pigs against enteric enterotoxigenic Escherichia coli infection by vaccinating dams with purified pili (társszerzőkkel, 1978)
- Vaccination of cows with a K99 extract to protect newborn calves against experimental enterotoxic colibacillosis (társszerzőkkel, 1980)
- Studies on cryptosporidial infection of goat kids (könyvfejezet, 1984)
- Phenotype and Genotype of Escherichia-coli Isolated from Pigs with Postweaning Diarrhea in Hungary (társszerzőkkel, 1990)
- Borjak és malacok enterális fertőzéseinek kóroktana és specifikus megelőzése (akadémiai doktori értekezés, 1993)
- A Salmonella elleni védekezést célzó integrált minőségszabályozási rendszer a baromfiszektor számára Magyarországon (könyv, 1995)
- Enterotoxigenic Escherichia coli (ETEC) in farm animals (társszerző, 1999)
- A háziállatok enterális colibacillosisai. Székfoglaló előadások a Magyar Tudományos Akadémián (2000)
- Transduction of porcine enteropathogenic Escherichia coli with a derivative of a Shiga toxin 2-encoding bacterophage ligated ileal loop system (társszerzőkkel, 2003)
- Improved Diagnostic and Real-time PCR in Rapid Screening For Salmonella in the Poultry Food Chain (társszerzőkkel, 2006)
- Enterobacteriális zoonosisok. Székfoglaló előadások a Magyar Tudományos Akadémián (2014)